# Danielle Juteau
Danielle Juteau (13 d'octubre de 1942) és una sociòloga canadenca, catedràtica emèrita del Departament de Sociologia de la Universitat de Montreal.
Va graduar-se en Sociologia a la Universitat de Mont-real i va fer un màster i el doctorat en sociologia a la Universitat de Toronto. És pionera dels estudis ètnics al Canadà i arreu del món.
El 1972 va començar a ensenyar sociologia a la Universitat d'Ottawa, on va rebre un premi d'excel·lència en l'ensenyament. En aquesta universitat va oferir el seu primer curs d'estudis de la dona, essent una de les primeres acadèmiques a impartir cursos d'estudis feministes.
Juteau es va incorporar a la facultat de la Universitat de Mont-real el 1981, quan va desenvolupar el camp dels estudis ètnics al Quebec. Va ser la primera titular de la Càtedra de Relacions Ètniques de la Universitat de Mont-real (1991–2003). També va fundar el grup de recerca «Etnicitat i Societat» i el Centre d'Estudis Ètnics. Juteau va anar més enllà de la dicotomia tradicional economia–cultura, per destacar la interdependència dels factors econòmics, polítics i simbòlics subjacents a les desigualtats i les lluites identitàries. El seu treball col·laboratiu sobre les comunitats religioses de dones al Quebec ha destacat la contribució del treball d'aquelles dones en l'establiment de la societat del Quebec.
Juteau ha estat professora visitant a la Universitat de París III, a la Universitat Lliure de Berlín i a la Universitat de York (a Toronto). Després de la seva jubilació va ser nomenada catedràtica emèrita i continua activa en el món acadèmic. La seva recerca se centra en la teorització de l'ètnia; relacions socials, ètniques i nacionals; relacions de gènere i relacions majoria-minoria, i ciutadania i pluralisme.
Danielle Juteau va ser elegida membre de la Societe royal de Canada l'any 1996. La Universitat de York va concedir-li un doctorat Honoris Causa l'any 2007.